# Niobat de liti
Niobat de liti (amb fórmula química LiNbO₃) és una sal no natural que consta de niobi, liti i oxigen. Els seus cristalls individuals són un material important per a guies d'ona òptiques, telèfons mòbils, sensors piezoelèctrics, moduladors òptics i altres aplicacions òptiques lineals i no lineals. De vegades es fa referència al niobat de liti amb el nom de marca linobate.
El niobat de liti és un sòlid incolor i és insoluble en aigua. Té un sistema de cristall trigonal, que no té simetria d'inversió i mostra ferroelectricitat, l'efecte Pockels, l'efecte piezoelèctric, fotoelasticitat i polarització òptica no lineal. El niobat de liti té birrefringència uniaxial negativa que depèn lleugerament de l'estequiometria del cristall i de la temperatura. És transparent per a longituds d'ona entre 350 i 5200 nanòmetres.
El niobat de liti pot ser dopat per l'òxid de magnesi, que augmenta la seva resistència al dany òptic (també conegut com a dany fotorefractiu) quan es dopa per sobre del llindar de dany òptic. Altres dopants disponibles són ferro, zinc, hafni, coure, gadolini, erbi, ittri, manganès i bor.
El niobat de liti de pel·lícula fina (per exemple, per a guies d'ones òptiques) es pot transferir o cultivar sobre safir i altres substrats, utilitzant el procés Smart Cut (tallament d'ions) o procés MOCVD. La tecnologia es coneix com a niobat de liti sobre aïllant (LNOI).
El niobat de liti s'utilitza àmpliament al mercat de les telecomunicacions, per exemple, en telèfons mòbils i moduladors òptics. A causa del seu gran acoblament electromecànic, és el material escollit per als dispositius d'ones acústiques superficials. Per a alguns usos es pot substituir per tantalat de liti. Altres usos són en duplicació de freqüència làser, òptica no lineal, cèl·lules Pockels, oscil·ladors òptics paramètrics, dispositius de commutació Q per a làsers, altres dispositius acústico-òptics, interruptors òptics per a freqüències gigahertz, etc. És un material excel·lent per a la fabricació de guies d'ona òptiques. També s'utilitza en la fabricació de filtres òptics espacials de pas baix (antialiasing).